# Žemaitština
Žemaitština či žmudština (žemaitsky žemaitiu ruoda) je některými považována za pouhý dialekt litevštiny, jinými (hlavně obyvateli Žemaitska) za samostatný jazyk. Žemaitštinou mluví kolem 500 tisíc lidí, převážně obyvatel Žemaitska, z nichž značná část se považuje za příslušníky etnika Žemaitijů (kolik lidí mimo území Žemaitska hovoří žemaitsky, není známo). Žemaitština se vývojem více vzdálila od protobaltštiny než aukštaitské dialekty litevštiny. Největší zásluhu na tom má vliv kurštiny; severní Žemaité jsou přímými asimilanty jižních Kuršů.

## Nejnápadnější/nejčastější rozdíly mezi litevštinou a žemaitštinou
Úřední litevština → žemaitština
- i → krátké ė, někdy e;
- u → krátké o (v některých případech u);
- ė → ie (např. tėvas → tieus);
- o → uo (např. brolis → bruolis, oras → uors);
- ie (např. pienas, mléko) → ėi (pėins) (s.ž.), ī (pīns) (j.ž.), dlouhé ė (pė̅ns) (z.ž.);
- uo → ou (severní), ū (jižní), ō (západní), viz níže rozdělení (podle výslovnosti slova "chléb", lt.: duona → douna [s.ž.], dūna [j.ž.], dona [z.ž.]);
- ai → ā;
- ei, iai → ē;
- ui → oi;
- oi (oj) → uo;
- an → on (v severní an);
- un → on (v severní un);
- ą → an v Raseiniai, on ve Varniai a ō nebo ou v severní;
- ę → en v Raseiniai, ėn ve Varniai a õ, ō nebo ėi v severní;
- ū → ū a v některých případech un, um;
- ų → v přízvučných koncovkách un, um;
- nepřízvučné ų → o;
- y → ī, někdy in;
- i pochází z původního ī → ī;
- u pochází z původního ō (litevské uo) → ō, ou, ū (západní, severní a jižní)
- i pochází z původního ei (litevské ie) → dlouhé ė(ė̅), ėi, ī (západní, severní a jižní)
- č → t a č (po vlivem litevštiny);
- dž → d a dž (po vlivem litevštiny);
- ia → ė (někde i a e);
- io → ė (někde i a e);
- nepřízvučné ią → ė (někde i a e);

## Žemaitské dialekty
Sama žemaitština má několik dialektů, z nichž nejznámější jsou (poddialekty označeny 1. a 2.):
- Severní, neboli 1. telšanů a 2. obyvatel Kretingy („dounininkai“)(v angl. eastern-southern!),
- Jižní, neboli obyvatel 1. Raseiniai a 2. Varniai („dūnininkai“)(v angl. middle!),
- Západní, neboli klaipeďanů (dále se nedělí) („donininkai“).

## Žemaitská abeceda

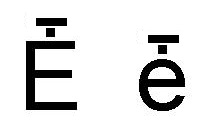
dlouhé Ė(Ė ėlguojė)

| A a | [ā]  | Ā ā | [ėlguojė ā] | B b | [bė] | C c | [cė]      | Č č | [čė]        | D d | [dė]        | E e | [ē]         | Ē ē | [ėlguojė ē] |
| Ė ė | [ė̅]  | Ė̄ ė̄ | [ėlguojė ė̄] | F f | [ėf] | G g | [gė, gie] | H h | [hā]        | I i | [ī]         | Ī ī | [ėlguojė ī] | J j | [jot]       |
| K k | [kā] | L l | [ėl]        | M m | [ėm] | N n | [ėn]      | O o | [ō]         | Ō ō | [ėlguojė ō] | P p | [pė]        | R r | [ėr]        |
| S s | [ės] | Š š | [ėš]        | T t | [tė] | U u | [ū]       | Ū ū | [ėlguojė ū] | V v | [vė]        | Z z | [zė, zet]   | Ž ž | [žė, žet].  |

## Pády v žemaitštině
Žemaitština má 7 pádů:
Protože žemaitština (stejně jako litevština) nerozlišuje v žádném rodě životnost/neživotnost, má pro každý pád jen jednu pádovou otázku (rozdíl od češtiny). Standardní pořadí za 4. pádem se liší od českého:
1.(nominativ) (vardėninks) (pádová otázka kas?), 2. (genitiv) (kėlmėninks) (p.ot. kuo?), 3. dativ (naudėninks) (p.ot. kam?), 4. (akuzativ) (galėninks)(p.ot. kon?), ~7. (instrumentál) (inagėninks)(p.ot. kou?), , ~6. (lokativ) (vėitėninks)(p.ot. kamė?), 5. (vokativ) (šauksmėninks) (pádové volání pro rod mužský: ē!, pro rod ženský: uo!).

### Tvary lokativu
Rozlišují se ještě tři tvary lokativu: 

6.a) inesiv (existence uvnitř) (plně "oficiální" tvar)

6.b) iliativ (směřování dovnitř) 

6.c) aliativ (vėitėninks ēn.paš.) (p.ot. lėnk kuo?)(směřování k(nikoli dovnitř), používáno běžně)

## Skloňování podstatných jmen
(níže je uvedeno skloňování u žemaitštiny severního typu, protože žemaitština sev. typu je považována za nejpůvodnější)

### Skloňování prvního typu
Ke skloňování prvního typu patří podstatná jména, končící na -s, měkká na -s (např. veln's), -is, -īs.
(ukázková tabulka, většinu dalších tabulek naleznete kliknutím vlevo na Žemaitėška).
JEDNOTNÉ ČÍSLO
(noms - dům; vīrs - muž; veln's - ďábel; medis - strom; arklīs - kůň)
| pád, ot.         | -s    | -s    | -'s     | -is    | -īs     |
| V. kas?(kdo)     | noms  | vīrs  | veln's  | medis  | arklīs  |
| K. kuo?(koho)    | noma  | vīra  | velnė   | medė   | arklė   |
| N. kam?(komu)    | nomou | vīrou | velniou | mediou | arkliou |
| G. kon?(koho)    | noma  | vīra  | velni   | medi   | arkli   |
| In. kou?(kým)    | nomo  | vīro  | velnio  | medio  | arklio  |
| Vt. kamė?(kde)   | nomė  | vīrė  | velnie  | medie  | arklie  |
| Š. ē!(voláme m.) | nomė  | vīrė  | velni   | medi   | arklī   |

DVOJNÉ ČÍSLO
| pád, ot.         | -o     | -o     | -io     | -io    | -io     |
| V. kas?(kdo)     | nomo   | vīro   | velnio  | medio  | arklio  |
| K. kuo?(koho)    | nomū   | vīru   | velniū  | mediu  | arkliū  |
| N. kam? (komu)   | nomams | vīrams | velnems | medems | arklems |
| G. kon?          | nomo   | vīro   | velnio  | medio  | arklio  |
| In. kou?         | nomās  | vīrās  | velnēs  | medēs  | arklēs  |
| Vt. kamė?        | nomūs  | vīrūs  | velniūs | mediūs | arkliūs |
| Š. ē!(voláme m.) | nomo   | vīro   | velnio  | medio  | arklio  |

MNOŽNÉ ČÍSLO
| pád, ot.         | -ā     | -ā     | -ē      | -ē     | -ē      |
| V. kas?(kdo)     | nomā   | vīrā   | velnē   | medē   | arklē   |
| K. kuo?(koho)    | nomū   | vīru   | velniū  | mediu  | arkliū  |
| N. kam?(komu)    | nomams | vīrams | velnems | medems | arklems |
| G. kon?(koho)    | nomus  | vīrus  | velnius | medius | arklius |
| In. kou?(kým)    | nomās  | vīrās  | velnēs  | medēs  | arklēs  |
| Vt. kamė?(kde)   | nomūs  | vīrūs  | velniūs | mediūs | arkliūs |
| Š. ē!(voláme m.) | nomā   | vīrā   | velnē   | medē   | arklē   |

### Skloňování druhého typu
Ke skloňování druhého typu patří podstatná jména (mužského a ženského r.), končící na -ė (v některých dialektech žemaitštiny na -i), -ie, -a.

vėišnė - višeň; varlie - žába; pīlė - kachna; diedė - strýček; rasa - rosa; muorka - mrkev.

JEDNOTNÉ ČÍSLO
| pád, ot.          | -ė       | -ie     | -ė    | -ė     | -a     | -a      |
| ----------------- | -------- | ------- | ----- | ------ | ------ | ------- |
| V. kas?(kdo)      | vėišnė   | varlie  | pīlė  | diedė  | rasa   | muorka  |
| K. kuo?(koho)     | vėišnės  | varlies | pīlės | diedės | rasuos | muorkas |
| N. kam?           | vėišnē   | varlē   | pīlē  | diedē  | rasā   | muorkā  |
| G. kon?           | vėišnė   | varlė   | pīlė  | diedė  | rasa   | muorka  |
| In. kou?          | vėišni   | varli   | pīli  | diedi  | raso   | muorko  |
| Vt. kamė?         | vėišniuo | varlie  | pīlie | diedie | rasuo  | muorkuo |
| Š. uo!(voláme ž.) | vėišnė   | varlė   | pīlė  | diedė  | rasa   | muorka  |

DVOJNÉ ČÍSLO
| pád, ot.      | -ė        | -ė      | -ė     | -ė      | -ė     | -ė       |
| V. kas?(kdo)  | vėišnė    | varlė   | pīlė   | diedė   | rasė   | muorkė   |
| K. kuo?(koho) | vėišniu   | varliū  | pīliu  | diediu  | rasū   | muorku   |
| N. kam?       | vėišniuom | varliem | pīliem | diediem | rasuom | muorkuom |
| G. kon?       | vėišnė    | varlė   | pīlė   | diedė   | rasė   | muorkė   |
| In. kou?      | vėišniuom | varliem | pīliem | diediem | rasuom | muorkuom |
| Vt. kamė?     | vėišniuos | varlies | pīlies | diedies | rasuos | muorkuos |
| Š. uo!        | vėišnė    | varlė   | pīlė   | diedė   | rasė   | muorkė   |

MNOŽNÉ ČÍSLO
| pád, ot.      | -ės        | -ės      | -ės     | -ės      | -as     | -as       |
| V. kas?(kdo)  | vėišnės    | varlės   | pīlės   | diedės   | rasas   | muorkas   |
| K. kuo?(koho) | vėišniu    | varliū   | pīliu   | diediu   | rasū    | muorku    |
| N. kam?       | vėišniuoms | varliems | pīliems | diediems | rasuoms | muorkuoms |
| G. kon?       | vėišnės    | varlės   | pīlės   | diedės   | rasas   | muorkas   |
| In. kou?      | vėišniuoms | varliems | pīliems | diediems | rasuoms | muorkuoms |
| Vt. kamė?     | vėišniuos  | varlies  | pīlies  | diedies  | rasuos  | muorkuos  |
| Š. uo!        | vėišnės    | varlės   | pīlės   | diedės   | rasas   | muorkas   |

### Skloňování třetího typu
Zakončení na -ės.
pėlės - hrad; dontės - zub
- JEDNOTNÉ ČÍSLO
- DVOJNÉ ČÍSLO
- MNOŽNÉ ČÍSLO

### Skloňování čtvrtého typu
Zakončení na -os
sūnos - syn
- JEDNOTNÉ ČÍSLO
- DVOJNÉ ČÍSLO
- MNOŽNÉ ČÍSLO

### Skloňování pátého typu
Je typem zaniklého starobylého skloňování; zakončení na -ou, -ie i jinak. (šou - pes, doktie - dcera)
- JEDNOTNÉ ČÍSLO

| pád, ot.      | -ou          | -ie       |
| V. kas?(kdo)  | šou          | doktie    |
| K. kuo?(koho) | šonėis       | dokterėis |
| N. kamou?     | šoniou (-ėi) | dokterē   |
| G. kon?       | šoni         | dokteri   |
| In. kom?      | šonėm        | dokterėm  |
| Vt. kamė?     | šonie        | dokterie  |
| Š. uo!        | šonėi        | dokterėi  |

MNOŽNÉ ČÍSLO
| pád, ot.      | -is    | -is       |
| V. kas?(kdo)  | šonis  | dokteris  |
| K. kuo?(koho) | šonū   | dokterū   |
| N. kamou?     | šonėms | dokterėms |
| G. kon?       | šonis  | dokteris  |
| In. kom?      | šonėms | dokterėms |
| Vt. kamė?     | šonīs  | dokterīs  |
| Š. uo!        | šonis  | dokteris  |

DVOJNÉ ČÍSLO

## Zájmena. Skloňování zájmen
Rozlišujeme zájmena osobní(aš, to, ons, ana)(já, ty, on, ona), zvratná (savė(m)s), ukazovací (I) (tas, ta, tuoks, tuokė), ukazovací (II) (pažīmamė̅jė) (kėts, kėta, pats, patė)(jiný/další, sám), tázací (katros, kelints).

### Skloňování zájmen osobních
DVOJNÉ ČÍSLO
(I - zde; II - tam/vedle; III - onde/jinde)(vedo ~ vy dva; ved(v)ė ~ vy dvě)
| pád, ot.      | I. os. m.; | I. os. ž.; | II. os. m.; | II. os. ž.; | III. os. m.; | III. os. ž.; |
| V. kas?(kdo)  | vedo       | ved(v)ė    | jodo        | jod(v)ė     | anodo        | anėd(v)ė     |
| K. kuo?(koho) | vedoms     | ved(v)ėms  | jodoms      | jod(v)ėms   | anodoms      | anėd(v)ėms   |
| N. kamou?     | vedom      | ved(v)ėm   | jodom       | jod(v)ėm    | anodom       | anėd(v)ėm    |
| G. kon?       | vedo       | ved(v)ė    | jodo        | jod(v)ė     | anodo        | anėd(v)ė     |
| In. kou?      | vedom      | ved(v)ėm   | jodom       | jod(v)ėm    | anodom       | anėd(v)ėm    |
| Š. uo!        | vedo       | ved(v)ė    | jodo        | jod(v)ė     | anodo        | anėd(v)ė     |

JEDNOTNÉ ČÍSLO
| pád, ot.      | 1. os.  | 2. os.  | 3. os. m. | 3. os. ž. |
| V. kas?(kdo)  | aš      | to      | ons       | ana       |
| K. kuo?(koho) | monės   | tavės   | anuo      | anuos     |
| N. kam?       | monėi   | tavėi   | anam      | anā       |
| G. kon?       | monė(m) | tavė(m) | anou      | anou      |
| In. kou?      | monėm   | tavėm   | anou      | anou      |
| Vt. kamė?     | monie   | tavie   | anamė     | anuo      |

MNOŽNÉ ČÍSLO
| pád, ot.      | 1. os.     | 2. os.   | 3. os. m. | 3. os. ž. |
| V. kas?(kdo)  | mes        | jūs      | anėi      | anuos     |
| K. kuo?(koho) | mūsu, mūsa | jūsu     | anūm      | anūm      |
| N. kam?       | moms       | joms     | anėms     | anuoms    |
| G. kon?       | momis      | jomis    | anous     | anas      |
| In. kou?      | momis      | jomis    | anās      | anuom(i)s |
| Vt. kamė?     | momis(o)   | jomis(o) | anous     | anuos     |

### Skloňování zvratných zájmen
(se/sebe)

| pád, ot.             | zájmeno  |
| V. kas?(kdo)         | -        |
| K. kuo?(koho)        | savė(m)s |
| N. kamou?            | savėi    |
| G. kon?              | savėm    |
| In. kou?             | savėm    |
| Vt. kamė?            | savie    |
| Vt.ēn.paš. lėnk kuo? | savėmsp  |

## Příklady

### Číslovky
| Žemaitsky | Litevsky | Česky |
| vėins     | vienas   | jeden |
| do        | du       | dva   |
| trys      | trys     | tři   |
| ketorė    | keturi   | čtyři |
| pėnkė     | penki    | pět   |
| šešė      | šeši     | šest  |
| septynė   | septyni  | sedm  |
| aštōunė   | aštuoni  | osm   |
| devynė    | devyni   | devět |
| dešimt    | dešimt   | deset |

## Užitečné fráze
| Žemaitsky                                                     | Česky                      |
| Lābryt!                                                       | Dobré ráno!                |
| Lābdein!                                                      | Dobré odpoledne!           |
| Lābvākar!                                                     | Dobrý večer!               |
| Labānaktis!                                                   | Dobrou noc!                |
| Lāba dėina, svēikė!                                           | Vítejte!                   |
| Svēks, kāp yr?                                                | Ahoj! Jak se máš?          |
| Diēkou, gerā. Diēkou, gers yr!                                | Mám se dobře, děkuji a ty? |
| Ėlgā nesimatiem!                                              | Dlouho jsme se neviděli!   |
| Kuoks tāva vārds? / Kuoks tamstas vārds? (pro pořádkové lidi) | Jak se jmenuješ?           |
| Mōna vārds yr Mīndaugs.                                       | Jmenuji se Mindaugas.      |
| Iš kor to ėsi?                                                | Odkud jsi?                 |
| Mōna vārds yr Mīndaugs.                                       | Jmenuji se Mindaugas.      |
| Aš iš Žemaitėjės.                                             | Jsem ze Žmuďu.             |
| Maluono tavi susitėktė!                                       | Rád tě poznávám!           |
| Sudėivo!                                                      | Na shledanou!              |
| Geruos dėinuos!                                               | Hezký den!                 |
| Skanē panjiestė!                                              | Dobrou chuť!               |
| A to suprūnti?                                                | Rozumíš?                   |
| Suprōnto.                                                     | Rozumím.                   |
| Nesuprōnto.                                                   | Nerozumím.                 |
| Jė, Nojė / Ne                                                 | Ano / Ne                   |
| Gal būtė                                                      | Možná                      |
| Nežėnau. / Nažėnau. (v závislosti na regionu)                 | Nevím.                     |
| A muoki ānglėškā?                                             | Umíš anglicky?             |
| A muoki žemāitėškā?                                           | Umíš žemaitsky?            |
| Biškilieli muoko.                                             | Ano, trochu.               |
| Duovėnuoket, atsiprašau.                                      | Promiňte.                  |
| Vuo kėik tas kaštou?                                          | Kolik to je?               |
| Duovėnuoket, atsiprašau                                       | Promiň                     |
| Prašuom                                                       | Prosím                     |
| Diēkou!                                                       | Děkuji!                    |
| Ėsi laukāms arba užvažiouk kumet nuorės!                      | Nemáš zač!                 |
| Aš tavi mylo / Aš tavi mylio                                  | Miluji tě                  |

## Pangram
- Cha, mona bluogė̅jė vākalē bazaunīdamė sogalvuojė tik kūlīnūs grōžto falšīvē pamačītė ciuocē.